# Quintanabureba
Quintanabureba es una localidad y un municipio situado en la provincia de Burgos, comunidad autónoma de Castilla y León (España), comarca de La Bureba, partido judicial de Briviesca, ayuntamiento del mismo nombre.

## Geografía
Situada en el norte de la provincia tiene su término un área de 12,36 km² con una población de 37 habitantes (INE 2008) y una densidad de 2,99 hab/km².

### Comunicaciones
En la carretera local BU-V-5104.

## Demografía
Quintanabureba cuenta con una población de 31 habitantes (INE 2024).
| Gráfica de evolución demográfica de Quintanabureba entre 1842 y 2021 |
| |
| Población de derecho según los censos de población del INE. Población de hecho según los censos de población del INE.En este censo se denominaba Quintana de Bureba: 1842. Entre el censo de 1930 y el anterior, aparece este municipio porque se segrega del municipio Salinillas de Bureba. Entre el censo de 1857 y el anterior, este municipio desaparece porque se integra en el municipio Salinillas de Bureba. |

| 1991 |  | 1996 |  | 2001 |  | 2004 |
| ---- |  | ---- |  | ---- |  | ---- |
| 45   |  | 38   |  | 46   |  | 39   |

## Historia
Villa, en la cuadrilla de Cameno, una de las siete en que se dividía la Merindad de Bureba perteneciente al partido de Bureba. jurisdicción de realengo con regidor pedáneo.
A la caída del antiguo régimen queda constituida en ayuntamiento constitucional del mismo nombre, en el partido Briviesca región de Castilla la Vieja. Contaba entonces con 76 habitantes.

## Monumentos y lugares de interés

### Iglesia parroquial de San Julián y Santa Basilisa
Iglesia católica de San Julián y Santa Basilisa, dependiente de la parroquia de Rojas de Bureba en el arciprestazgo de Oca-Tirón, diócesis de Burgos.